# Charles Brommesson
Fritz Johan Charles Brommesson (ur. 12 sierpnia 1903 w Helsingborgu, zm. 1 września 1978 tamże) – piłkarz szwedzki grający na pozycji napastnika. W swojej karierze rozegrał 12 meczów i strzelił 4 gole w reprezentacji Szwecji.

## Kariera klubowa
Swoją karierę piłkarską Brommesson spędził w klubie Helsingborgs IF, w którym zadebiutował w lidze szwedzkiej. W sezonach 1928/1929 i 1929/1930 wywalczył z Helsingborgiem dwa tytuły mistrza Szwecji.

## Kariera reprezentacyjna
W reprezentacji Szwecji Brommesson zadebiutował 28 października 1923 roku w przegranym 1:2 towarzyskim meczu z Węgrami, rozegranym w Budapeszcie. W 1924 roku zdobył ze Szwecją brązowy medal na igrzyskach olimpijskich w Paryżu. Od 1923 do 1930 roku rozegrał w kadrze narodowej 12 spotkań i zdobył w nich 4 bramki.